# Hecters Rivera
Hecters Rivera Berríos (8 agosto 1991) è una pallavolista portoricana.
Gioca nel ruolo di centrale nelle Orientales de Humacao.

## Carriera

### Club
La carriera di Hecters Rivera inizia nei tornei giovanili portoricani, giocando col Volisur Volleyball Club. Fa il suo esordio da professionista nella Liga de Voleibol Superior Femenino giocando nella stagione 2013 con le Valencianas de Juncos, che lascia nella stagione seguente, quando approda alle Mets de Guaynabo.
Dopo un'annata di inattività, torna in campo nel campionato 2016 nuovamente con la franchigia di Juncos, mentre nel campionato seguente gioca inizialmente per le Leonas de Ponce, prima approdare alle Orientales de Humacao.